# Francesco Abaco
Francesco Abaco, auch Abacco, dall’Abacco oder da l’Abacho (geb. vor 1450; gest. nach 1460) war ein in Bologna wirkender italienischer Architekt, dessen Tätigkeit sich für die zweite Hälfte des 15. Jahrhunderts urkundlich nachweisen lässt.

## Leben
Abaco war demnach bei einigen wichtigen, in Bologna in den Jahrzehnten nach 1450 errichteten Bauwerken als Mitarbeiter und Sachverständiger für technische Gutachten tätig. So überwachte er die ab 1460 nach Plänen des aus Como stammenden Architekten Giovanni di Pietro durchgeführte Erbauung der Cappella Guidotti (heute Cappella del Rosario), die zur bedeutenden Bologneser Kirche San Domenico gehört. Ebenso wirkte er u. a. als Mitarbeiter bei der Errichtung der Kirche San Michele in Bosco, des Oratorio della Madonna di Galliera und des Palazzo del Podestà.